# Trachelobdellina glabra
Trachelobdellina glabra is een ringworm uit de familie van de Piscicolidae. De wetenschappelijke naam van de soort is voor het eerst geldig gepubliceerd in 1957 door Moore.